# Charles-Léopold de Mecklembourg-Schwerin
Charles II de Mecklembourg-Schwerin, (en allemand Karl Ier von Mecklenburg-Schwerin), né le 26 novembre 1678 à Grabow, décédé le 28 novembre 1747 à Dömitz.
Il est duc de Mecklembourg-Schwerin de 1713 à 1747.

## Biographie
Charles-Léopold de Mecklembourg-Schwerin est le second fils de Frédéric de Mecklembourg-Grabow et de Christine-Wilhelmine de Hesse-Hombourg et neveu de Christian-Louis Ier de Mecklembourg-Schwerin.
Charles II entreprend plusieurs voyages : en France, en Angleterre, aux Pays-Bas et dans certains États allemands, il finit par s'installer définitivement à Hambourg.
Il est un grand admirateur de Charles XII de Suède, il imite le souverain suédois dans sa mise vestimentaire, dans sa gestuelle et dans sa façon de parler, Eugène de Savoie-Carignan le qualifie irrespectueusement : de « singe de Charles XII ».
En été 1713, Charles II de Mecklembourg-Schwerin succède à son frère Frédéric Guillaume de Mecklembourg-Schwerin.

### Mariages
En 1708, il épouse Sophie de Nassau-Dietz (1690-1734), (fille du prince Henri-Casimir II de Nassau-Dietz), puis divorce en 1710.
En 1710, il épouse Christine von Lepel (1692-1728), puis divorce en 1711.
Le 19 avril 1716, Charles II de Mecklembourg-Schwerin épouse Catherine Ivanovna de Russie (1691-1733, (fille aînée d'Ivan V). Un enfant est né de cette union :
- Élisabeth de Mecklembourg-Schwerin (Anna Leopoldovna) (1718-1746), elle épouse en 1739 Antoine de Brunswick-Wolfenbüttel-Bevern (1714-1774), grande-duchesse de Russie, régente de Russie de 1740 à 1741.

## Généalogie
Charles II de Mecklembourg-Schwerin appartient à la lignée de Mecklembourg-Schwerin, cette lignée appartient à la première branche de la Maison de Mecklembourg. Elle s'éteignit en 2001 avec Frédéric-François V de Mecklembourg-Schwerin.